# Tupman, California
Tupman, California (енгл. Tupman) насељено је место без административног статуса у америчкој савезној држави Калифорнија.

## Демографија
По попису из 2010. године број становника је 161, што је 66 (-29,1%) становника мање него 2000. године.
| Група             | 2000.       | 2010.       |
| Белци             | 207 (91,2%) | 139 (86,3%) |
| Афроамериканци    | 1 (0,4%)    | 0 (0,0%)    |
| Азијати           | 0 (0,0%)    | 0 (0,0%)    |
| Хиспаноамериканци | 14 (6,2%)   | 12 (7,5%)   |
| Укупно            | 227         | 161         |